# Etlingera dalican
Etlingera dalican är en enhjärtbladig växtart som först beskrevs av Adolph Daniel Edward Elmer, och fick sitt nu gällande namn av Axel Dalberg Poulsen. Etlingera dalican ingår i släktet Etlingera, och familjen Zingiberaceae. Inga underarter finns listade i Catalogue of Life.